# Zeitschrift für Assyriologie und Vorderasiatische Archäologie
„Zeitschrift für Assyriologie und Vorderasiatische Archäologie” – niemieckie recenzowane czasopismo naukowe wydawane od 1886, poświęcone asyriologii. Ukazuje się jako półrocznik. Redaktorem czasopisma od 2010 jest Walther Sallaberger.